# Cephalocoema simillima
Cephalocoema simillima är en insektsart som först beskrevs av Piza Jr. 1943.  Cephalocoema simillima ingår i släktet Cephalocoema och familjen Proscopiidae. Inga underarter finns listade i Catalogue of Life.